# Мамоничі
Мамоничі (біл. Мамонічы) — білоруский, литовсько-руський купецький, а пізніше також і шляхетський рід.

## Походження
Кузьма і Лукаш — білоруські видавці, книготоргівці, громадські діячі 2-ї половини 16 — початку 17 ст. Родом з Могильовщини, вони оселилися у Вільні і займали високі посади у Великому князівстві Литовському. Лукаш був скарбником, Кузьма — бурмістром Вільна. При підтримці братів Зарецьких організували у Вільні друкарню, куди переїхав із Заблудова (нині м. Заблуду, Польща) П.Мстиславець, який видав у цій друкарні 1576 Псалтир. Кузьма й Лукаш продовжили видавничу справу, підтримували тісні контакти з першодрукарем І. Федоровим та українськими культурно-освітніми осередками — князів В.-К.Острозького й А.Курбського, а також Віленським братством і Львівським братством. М. сприяли поширенню освіти й збереженню православних традицій. Після смерті І.Федорова вони викупили 1588 частину його заставленого друкарського обладнання. М. видавали псалтирі, часослови, Апостол, Євангеліє, Євангеліє учительне, тріоді, служебники (див. Богослужбові книги в православ'ї), а також букварі, граматики. 1586 видали «Кграматику словенська язика», рукопис якої було взято з Острога, а також уривок діалектики Й.Спаненберга «О силогизме», перекладений кн. А.Курбським. Ця книга призначалася для шкільного вжитку на укр. і білорус. землях. Від 1593 друкарню очолив син Кузьми Левон, який займав проунійну позицію. Друкував твори Іпатія (Потія), Йосифа-Вельямина (Рутського), а також правничу літературу. Опублікував 1588 3-й Литов. статут (див. Статути Великого князівства Литовського; у перекладі польською мовою 1614), видавав постанови вальних сеймів, «Трибунал обивателям Великого князівства Литовського» (1586) тощо. Друкарня діяла до 1623. За цей час у ній було опубліковано бл. 85 видань церковнослов'янською, руською книжною та польською мовами. М. — автори передмов, присвят до деяких своїх видань. У них вміщені світські гравюри, герби та геральдичні вірші, зокрема А.Римші. Друкарня М. сприяла єднанню зусиль укр. та білорус. народів у розвитку власної культури, поширенні освіти.

## Опис герба

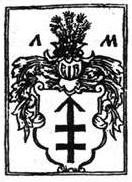
Герб з ініціалами Лукаша Мамонича

На червоному полі біла стріла, на ній дві перетинки, так прироблені, що видаються за два хрести, над шоломом лис, який ніби вистрибує, задніх лап у нього не видно, тільки задертий хвіст, передні лапи випростані, сам головою обернений на лівий бік щита.
|                                                 | Не преподобно убо о благих молчати, Яко же и не тая жде воспоминати. Стрѣла убо воздух прерѣзує высоко, Туголучно испущена летить широко. Крест же паче сея небеси ся касаєт, Сего носяй свѣтлѣє паче всѣх бываєт. |
| — Вірш Леонтія Мамонича на герб Лукаша Мамонича | |

## Родова схема
Іван Мамонич (*? — †?)
- Богдан (*? — †?)
- Кузьма (*? — †1607?)
  - Леонтій (*? — †після 1625[4])
- Лука (Лукаш) (*? — †1606?)